# Rebelión herzegovina de 1875
La rebelión herzegovina de 1875 fue un levantamiento campesino (mayoritariamente serbios ortodoxos) que acabó desencadenando la guerra ruso-turca de 1877-1878.

## Antecedentes y motivos del alzamiento

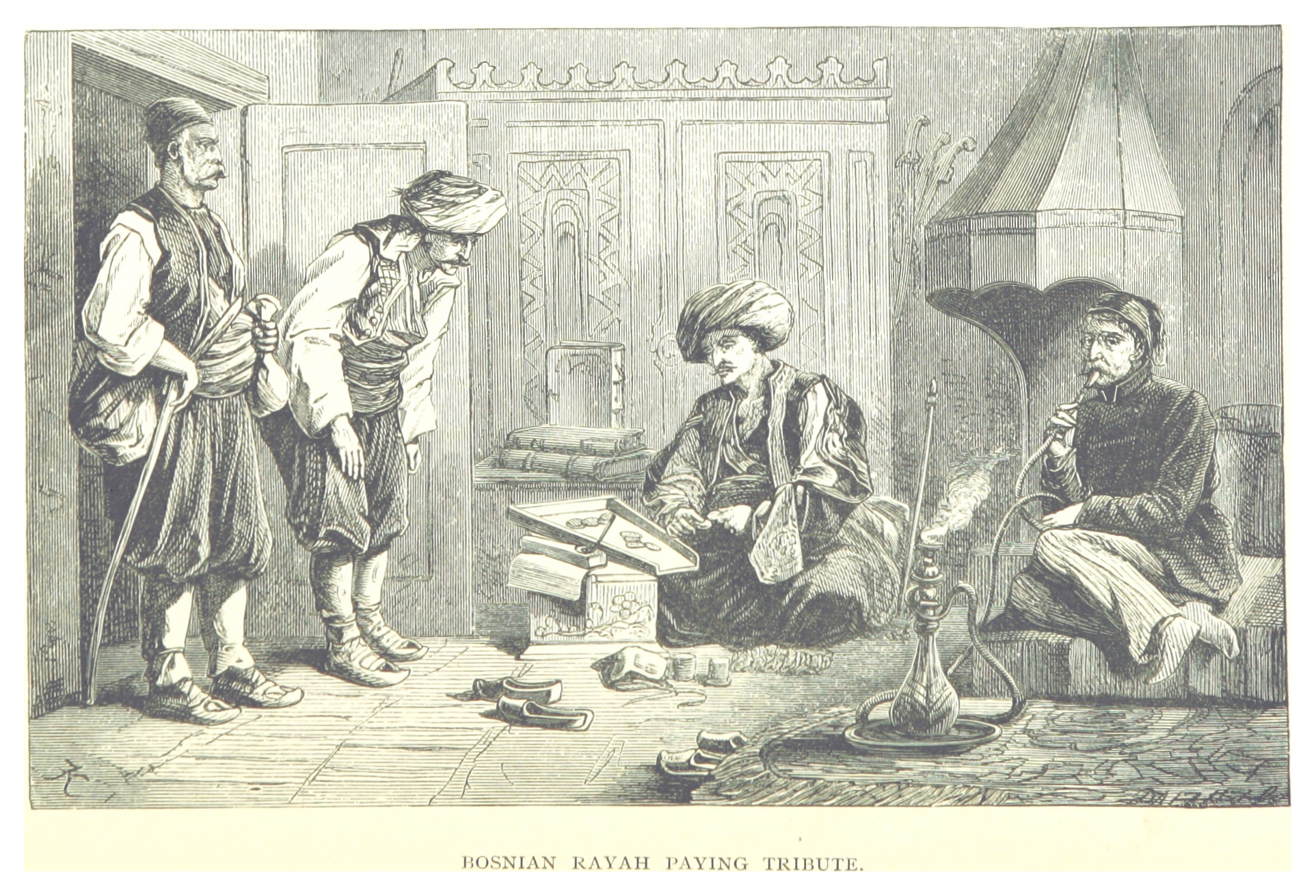
Ilustración decimonónica que muestra a un campesino bosnio acudiendo a pagar los impuestos. Lo oneroso de estos y el sistema de recaudación fueron dos de los motivos que desencadenaron la rebelión en 1875.

La reforma agraria otomana de 1858, aplicada en el eyalato de Bosnia tras el sometimiento de la provincia al Gobierno imperial a manos de Omar Bajá, desilusionó a los campesinos. Estos esperaban que las fincas estatales les fuesen entregadas, en vez de serlo a los terratenientes musulmanes. La estricta recaudación de impuestos también tuvo un papel destacado en el estallido de la revuelta. La población se sentía oprimida y esquilmada a impuestos por las autoridades otomanas, que vendían la recaudación a agentes privados, que se encargaban de realizarla a cambio de un pago, cada vez mayor. Los campesinos tenían que entregar entre un tercio y la mitad de la cosecha a los terratenientes y otro octavo a los recaudadores de impuestos, además de otros tributos menores. A esto hay que sumar la exigua cosecha de 1874. Según algunos autores, los alzados también tenían motivos políticos —la expulsión de los turcos de lo que consideraban territorio serbio— para rebelarse contra los otomanos. Para otros, las maquinaciones de las potencias extranjeras (Austria-Hungría) y territorios vecinos (Serbia y Montenegro) y de los grupos paneslavos también fueron un factor importante en el desencadenamiento de la revuelta.

## Rebelión

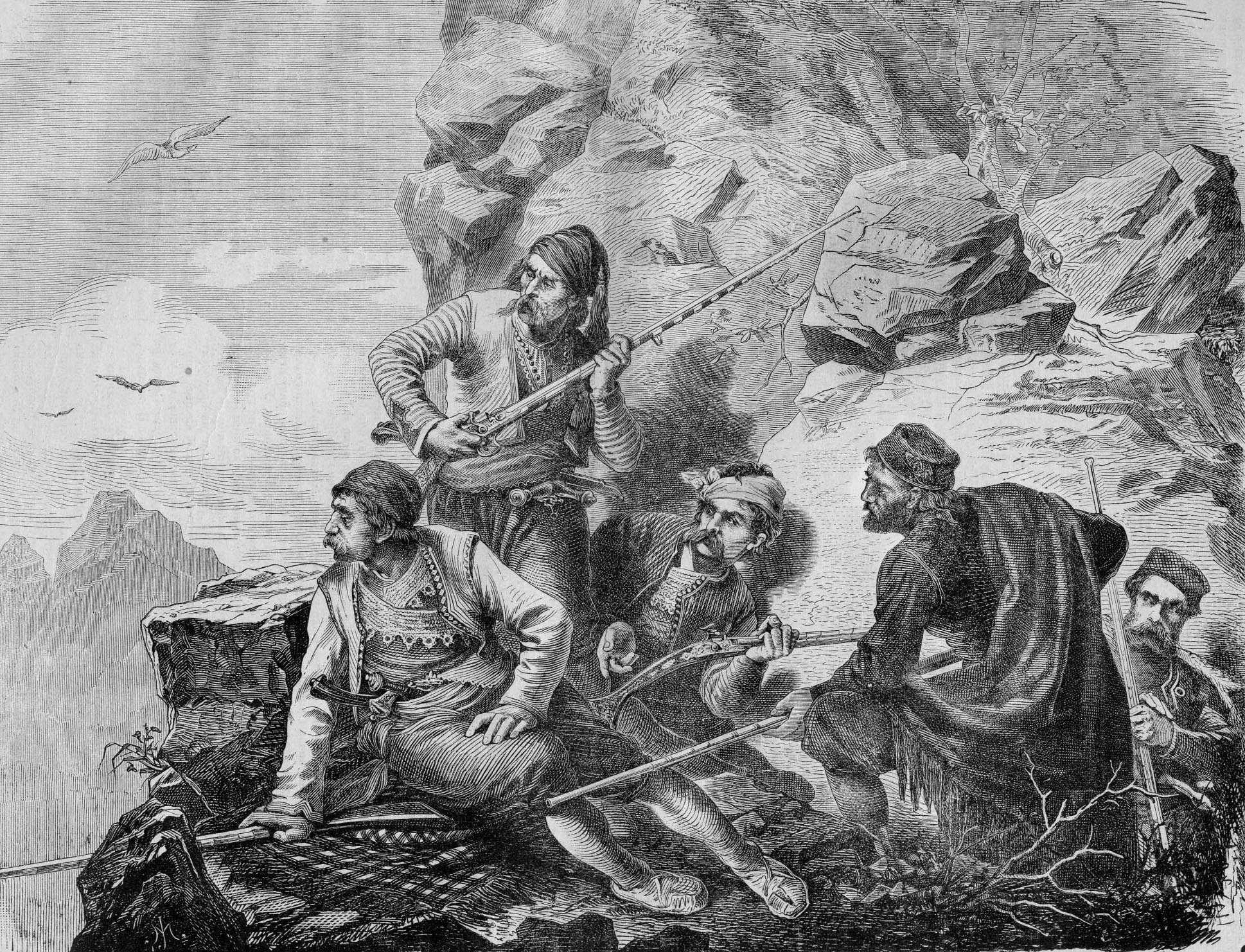
Ilustración de la época que muestra a varios rebeldes tendiendo una celada.

El alzamiento comenzó el 5 de julio de 1875, cerca de la pequeña ciudad de Nevesinje, con el asalto a una caravana. Los asaltantes, un grupo de católicos herzegovinos, robó a la caravana y asesinó a cinco mercaderes turcos que viajaban en ella.
Según algunos observadores contemporáneos, el alzamiento había sido instigado tanto por los austrohúngaros como por los montenegrinos. Los primeros habían aprobado ya el 29 de enero enviar tropas a Bosnia y Herzegovina en caso de conflicto entre los otomanos y los montenegrinos y estos habían pedido la comprensión de la Liga de los Tres Emperadores para su expansión territorial. El emperador Francisco José había realizado una larga visita a Dalmacia en la que recibió tanto a representantes herzegovinos como a Nicolás I de Montenegro. Los Gobiernos austrohúngaro, ruso y alemán, preocupados porque la revuelta pudiese desbaratar la liga imperial, trataron de ponerle fin; solicitaron a los otomanos que enviase un delegado para investigar la situación en la provincia e intentaron mediar entre Constantinopla y los rebeldes. Estos desconfiaban de las promesas otomanas de reforma y exigían la autonomía y la entrega del territorio a un príncipe cristiano o la ocupación extranjera hasta que se aplicasen las prometidas enmiendas.

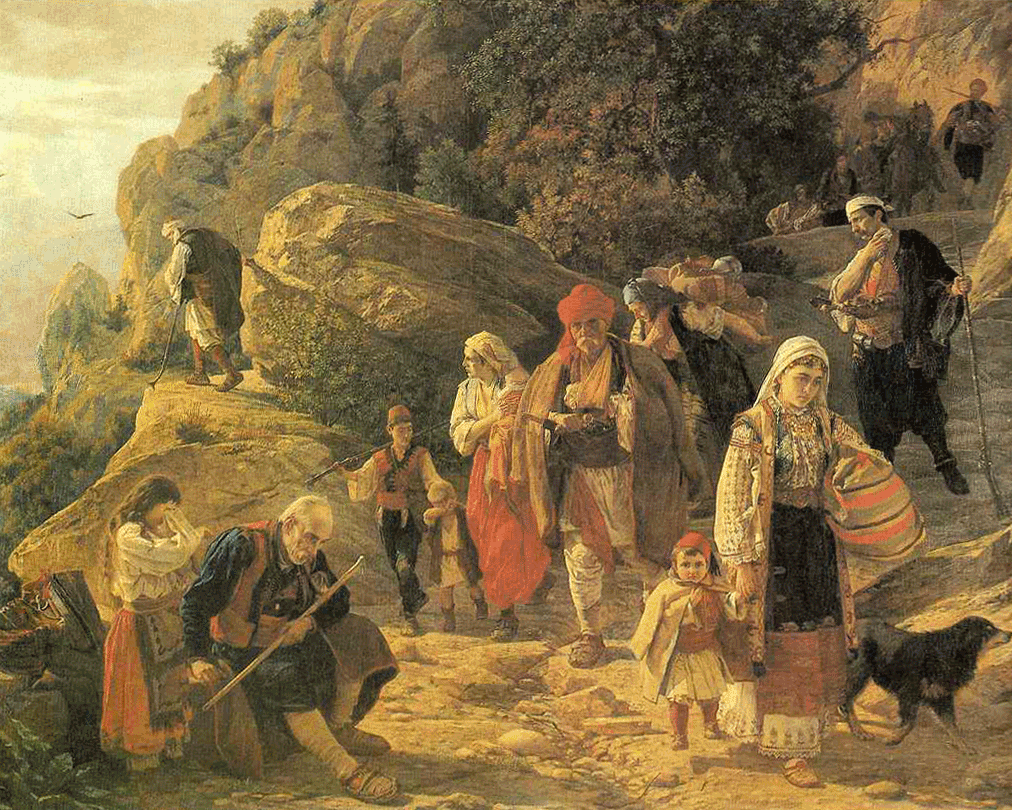
Refugiados que huyen de los combates. En marzo de 1876, tras varios meses de lucha, más de ciento cincuenta mil personas habían huido de la región a los países vecinos.

Tanto católicos como ortodoxos participaron en el alzamiento, pero los primeros, que parece que esperaban el auxilio de Austria-Hungría, se retiraron pronto de él.
En agosto el Gobierno serbio comenzó a enviar voluntarios y ayuda a los rebeldes, aunque sin el consentimiento del príncipe Milan que, al enterarse, lo destituyó. La medida, empero, resultó contraproducente: las elecciones del 16 de agosto de 1875 dieron la victoria a los liberales, partidarios de entrar en guerra contra los otomanos. La opinión pública tanto de Serbia como de Montenegro abogaba por participar en la revuelta, mientras que los príncipes de ambos territorios deseaban evitar el conflicto. Sabían de la falta de preparación militar de sus ejércitos y habían recibido serias advertencias de Austria-Hungría y Rusia para abstenerse de entrometerse en la rebelión. Tras tratar de evitar entrar en guerra con los otomanos, Milan no tuvo más remedio que encargar la formación de Gobierno a los liberales a principios de mayo de 1876.
El ministro de Asuntos Exteriores austrohúngaro, Gyula Andrássy, presentó un programa de reformas que los otomanos aceptaron en febrero de 1876, pero que los rebeldes se negaron a suscribir si no lo garantizaban las potencias. En marzo los continuos combates habían hecho que 156 000 bosnios huyesen del territorio y se refugiasen en los países vecinos. Ante la gravedad de la situación, los ministros de Asuntos Exteriores de la liga imperial se reunieron en Berlín en mayo para tratar sobre la crisis. Las tres potencias presentaron una propuesta de reformas basadas en las propugnadas meses antes por Andrássy que aceptaron Francia e Italia, pero no el Reino Unido, que frustró este intento de acabar con la rebelión.

## Extensión del conflicto
Ese mismo mes, varios acontecimientos extendieron la crisis herzegovina por los Balcanes: el día 10, el reformista Midhat Bajá pasó a encabezar el Gobierno otomano; el día 30, Abdülaziz I fue depuesto y el trono lo obtuvo Murad V; los búlgaros se alzaron contra los otomanos, que aplastaron esta nueva rebelión con gran brutalidad, empleando para ello tropas irregulares.
Incapaz de mantener a los liberales fuera del Gobierno, Milan se resignó a entregárselo el 5 de mayo de 1876. Estos confiaban en que Rusia finalmente se vería obligada a enfrentarse a los otomanos y que esto permitiría a Serbia obtener territorios. En consecuencia, el principado declaró la guerra a los otomanos el 30 de junio. Inmediatamente después, Montenegro, cuyo príncipe era rival del serbio, hizo lo propio; el 2 de julio, tropas montenegrinas penetraron en Herzegovina, mientras las serbias entraban en Bosnia. Los intentos serbios de involucrar en la guerra a Rumanía y Grecia resultaron infructuosos. La coordinación entre serbios y montenegrinos fue mínima, y los otomanos pudieron vencer con rotundidad a los primeros mientras los segundos lograban algunos avances en Herzegovina, donde los otomanos apenas tenían tropas. Los serbios, que movilizaron un sexto de la población para combatir en Bosnia, perdieron una décima parte de sus soldados en la guerra.
Pese a la derrota serbia, Rusia impuso a los otomanos el armisticio el 31 de octubre, que detuvo su avance hacia Belgrado. A continuación, las potencias trataron la situación balcánica en la conferencia de Constantinopla, que se celebró entre diciembre de 1876 y enero del año siguiente. La conferencia resultó un fracaso ante la negativa otomana a aceptar las exigencias de las potencias. Mientras, Rusia se aprestaba a entrar en guerra contra los otomanos, ya que preveía el resultado fallido de las negociaciones en Constantinopla. Para evitar conflictos con Austria-Hungría, el 15 de enero de 1877 rubricó la Convención de Budapest. En esta se estipuló que Austria-Hungría que se mantendría neutral en una posible contienda entre Rusia y el Imperio otomano a cambio de recibir Bosnia-Herzegovina. Rusia, por su parte, recobraría las tierras besarabas que había perdido en el Tratado de París. Se disponía asimismo que la guerra no podía suponer la creación de un gran Estado eslavo en los Balcanes. Tras un nuevo y estéril intento ruso de que Constantinopla aceptase implantar ciertas reformas a finales de marzo, Rusia declaró la guerra al Imperio otomano el 24 de abril, con lo que dio comienzo la contienda de 1877-1878 y que terminaría con el Tratado de Berlín (1878).